# Pierre Bonnard
Pierre Bonnard (3. října 1867, Fontenay-aux-Roses – 23. ledna 1947, Le Cannet) byl francouzský malíř a grafik, člen postimpresionistické umělecké skupiny Les Nabis.

## Život
Jeho otec byl významným vládním úředníkem. Bonnard vystudoval práva, nějaký čas poté působil jako advokát, ale nakonec dal přednost umění. Velmi ho v tomto rozhodnutí ovlivnilo setkání s Henri de Toulouse-Lautrecem v roce 1891. Lautrec mu pomohl i k účasti na výstavě v Salonu des Indépendants. První samostatnou výstavu měl pak Bonnard roku 1896 v Galerii Durand-Ruel.
Jeho první obrazy ještě spadaly do secese, ale brzy vstoupil do umělecké skupiny Les Nabis a přešel k tzv. intimismu, který v sobě nezapřel inspiraci impresionismem.
Maloval prosluněné interiéry či zahradní scenérie, ve kterých se bez velkých gest objevovali jeho přátelé a členové rodiny, mezi nimi nejčastěji ovšem jeho manželka Marthe. Tu občas maloval i v intimních situacích.
Typickou pro něj byla neurčitá kresba, což vedlo mnohé kritiky k obviněním z nevelké pečlivosti. Jiné zarážela idyličnost jeho obrazů. Přesto se k němu jako vzoru hlásili později mnozí moderní malíři, pro něž bylo lákavé právě to, jak rozechvěl a rozostřil konturu.